# جایزه بین‌المللی صلح ففر (۲۰۱۴)
جایزه بین‌المللی صلح ففر (انگلیسی: 2014 International Pfeffer Peace Award) در سال ۲۰۱۴ به وداد عقراوی برای مبارزه با تجارت غیرقانونی سلاح و مبارزه او با برابری حقوق زنان اعطا شد. به تأکید انجمن دوستی، او به نفع قطعنامه سازمان ملل متحد بر روی یک پیمان قوی و مؤثر تجارت سلاح باعث شتاب به منظور جلوگیری از تجارت غیرقانونی سلاحهای کوچک و سبک که احتمال می‌رود برای نسل‌کشی یا جنایت علیه بشریت یا تروریسم مورد استفاده قرار گیرد شد، همچنین در زمینه برابری حقوق بر اساس اعلامیه سازمان ملل متحد در خصوص تعهد به پایان دادن به خشونت جنسی در مواجهه با قطعنامه ۲۱۱۷ شورای امنیت سازمان ملل متحد، لابی کرد،عکراوی همچنین خود را وقف توقف انتقال غیرقانونی و بی‌ثباتی نمود. او یکی از حامیان عدالت و صلح است، عکراوی اولین زن کرداست که پس از دیانا فرانسیس از انگلستان برنده جایزه صلح شده‌است در سال ۱۹۹۰گوس مایر از اتریش برنده این جایزه شد.

## فعالیت حقوق بشری
عکراوی جایزه صلح ففر را به «۵۰ میلیون پناهنده که نتیجه بلافصل جابجایی‌های ناشی از آزار و شکنجه یا جابجایی‌های عاری از حس مسئولیت به‌کارگیری سلاح‌های متعارف به سر می‌برند، اختصاص داد.» او به ویژه به وضعیت یزیدی‌ها، مسیحیان و همه ساکنان منطقه کوبانی سوریه اشاره کرد.